# 1-й Зборовский переулок
1-й Зборо́вский переу́лок — переулок, расположенный в Восточном административном округе города Москвы на территории района Преображенское.

## Расположение
Расположен в районе Преображенское на территории Восточного административного округа города Москвы, между 2-й и 3-й улицей Бухвостова.

## История
Прежнее название — 1-й Гучковский переулок (до 1924 года) — по находившимся в этом районе владениям и фабрикам промышленников Гучковых.
Единственный сохранившийся до настоящего времени из четырёх «номерных» (1-го, 2-го, 3-го и 4-го) переулков, названных в 1924 году в честь рабочего Зборовского, погибшего на трудовом фронте.

## Дома и строения
Список домов и строений: 3, 3 строение 31, 11, 13, 15, 17.

В доме № 3 находятся:
1. Колледж гостеприимства и менеджмента № 23 (подразделение)
2. Государственное автономное учреждение «Медиацентр»

## Транспорт

### Наземный транспорт
Наземный общественный транспорт по этой улице не ходит; переулок доступен пешим порядком от автобусной остановки 265-го маршрута «Потешная улица» или «Больница № 4».

### Ближайшая станция метро
- Станция метро «Преображенская площадь».